# Arroyo de las Cañas, Querétaro Arteaga
Arroyo de las Cañas är en ort i Mexiko.   Den ligger i kommunen Jalpan de Serra och delstaten Querétaro Arteaga, i den centrala delen av landet, 200 km norr om huvudstaden Mexico City. Arroyo de las Cañas ligger 758 meter över havet och antalet invånare är 193.
Terrängen runt Arroyo de las Cañas är huvudsakligen kuperad, men åt nordväst är den bergig. Arroyo de las Cañas ligger nere i en dal som går i nord-sydlig riktning. Runt Arroyo de las Cañas är det ganska glesbefolkat, med 23 invånare per kvadratkilometer. Närmaste större samhälle är Jalpan, 1,7 km sydost om Arroyo de las Cañas. I omgivningarna runt Arroyo de las Cañas växer huvudsakligen savannskog.